# 1900 في اليابان
فيما يلي قوائم الأحداث التي وقعت خلال عام 1900 في اليابان.

## أحداث
- 1 يناير – أوكييو-إه

## مواليد

### يناير
- 1 يناير – تشيونه سوغيهارا دبلوماسي ياباني.

### يوليو
- 4 يوليو – كيتشرو ناكايا فيزيائي ياباني.

### أغسطس
- 4 أغسطس – نابي تاجيما معمرة فائقة يابانية.

## وفيات

### أغسطس
- 23 أغسطس – كيوتاكا كورودا (مواليد 1840)